# چشم‌به‌راه آنیا
چشم به راه آنیا (به انگلیسی: Waiting for Anya) فیلمی در ژانر درام جنگی و تاریخی به نویسندگی و کارگردانی بن کوکسن و محصول ۲۰۲۰ میلادی است. این فیلم بر اساس داستانی به همین نام از مایکل مورپرگو، که در سال ۱۹۹۰ منتشر شده، ساخته شده‌است. نوآ اشنپ، توماس کرچمان، فردریک اشمیت و ژان رنو در این فیلم به ایفای نقش پرداخته‌اند.

## داستان
در زمان اشغال فرانسه به دست آلمان نازی، در دهکده‌ای کوهستانی نزدیک مرزهای اسپانیا، پسر جوانی به نام ژو، روزی در جنگل مرد مشکوکی به نام بنجامین را می‌بیند. با تعقیب آن مرد متوجه می‌شود که او یک یهودی است که در فرار از دست نازی‌ها دخترش را گم کرده‌است. حالا او در اینجا در انتظار دخترش مانده و در زمان این انتظار کودکان یهودی دیگری را از مرز رد می‌کند و دوباره بازمی‌گردد. به زودی آلمان‌ها وارد دهکده شده و می‌کوشند تا جلوی فرار یهودی‌ها را بگیرند. یکی از درجه‌داران آلمانی در این بین با ژو دوست می‌شود. به زودی پدر ژو هم از کمپ اسرای فرانسوی آزاد شده و به دهکده بازمی‌گردد. به واسطهٔ کنترل آلمان‌ها تعداد کودکان یهودی پنهان شده زیاد می‌شود و آنها باید چاره‌ای برای رد کردن آنان به اسپانیا بیابند. نهایتاً با کمک کشیش دهکده کودکان را به میان اهالی برده و سپس به همراه گله گوسفند به نزدیک مرزها می‌برند. درجه‌دار آلمانی متوجه مطلب شده ولی سکوت می‌کند. کودکان سالم از مرز عبور داده می‌شوند ولی بنجامین به همراه دختری خردسال در هنگام بازگشت دستگیر می‌شود و به اردوگاه‌های کار اجباری فرستاده می‌شود و دیگر خبری از سرنوشتش نیست. با پایان جنگ، دختر بنجامین که اکنون بزرگتر شده، به دهکده می‌آید.